# باتريك برجلاند
باتريك برجلاند (بالسويدية: Patrik Berglund)‏ هو لاعب هوكي الجليد سويدي، ولد في 2 يونيو 1988 في فيستيروس في السويد.

## وصلات خارجية
- باتريك برجلاند على موقع دوري الهوكي الوطني (الإنجليزية)
- باتريك برجلاند على موقع EliteProspects.com (الإنجليزية)
- باتريك برجلاند على موقع Eurohockey.com (الإنجليزية)
- باتريك برجلاند على موقع HockeyDB.com (الإنجليزية)
- باتريك برجلاند على موقع Hockey-Reference.com (الإنجليزية)
- باتريك برجلاند على موقع أوليمبيديا (الإنجليزية)
- باتريك برجلاند على موقع اللجنة الأولمبية السويدية (السويدية)